# 徐蘇中
徐 蘇中（じょ そちゅう、1886年〈光緒12年〉7月 – 没年不明）は、中華民国の官僚・ジャーナリスト・教育者。別号は薬群。南京国民政府（汪兆銘政権）では国民政府文官長などの要職をつとめた。

## 事績
清末に両江優級師範を卒業してから日本へ留学し、法政大学を卒業したとされる。
1916年（民国5年）1月15日、中華革命党江西省支部長となる。同年、『晨鐘報』（8月15日創刊）で記者となった。1923年（民国12年）10月10日、中国国民党党務討論会委員となり、翌月には同党中央執行委員臨時候補に選任されている。1925年（民国14年）6月29日、広東省電話総局局長に任命された。蔣介石国民政府では総統府秘書、大本営宣伝委員、粤漢鉄路局長、江西捐税監察委員等を歴任した後に下野し、江西高級職業学校校長となった。
1940年（民国29年）3月30日、徐蘇中は南京国民政府（汪兆銘政権）に参加し、国民政府文官長に特任された。同年12月16日、中国国民党党務委員会主任委員に選任され、翌1941年（民国30年）2月には東亜聯盟中国総会常務監事も兼任している。1943年3月29日、一級同光勲章を授与された。1944年（民国33年）11月18日、監察院副院長に任命され、汪兆銘政権崩壊までつとめたと見られる。
汪兆銘政権崩壊後における徐蘇中の動向は不詳である。ただし、徐が漢奸として摘発されたとの情報は無い。